# Stade du Centenaire (Ta' Qali)
Le Stade du Centenaire (maltais : il-Grawnd taċ-Ċentinarju) est un stade situé à Ta' Qali, Malte. Le stade, qui est situé à côté du stade national, abrite le siège de la Fédération de Malte de football de la jeunesse. Il peut accueillir 3 000 personnes et sert de stade à domicile de l'équipe de Malte espoirs de football. Le stade, ainsi que trois autres stades, accueille également des matchs de la Premier League, de la Première division et de la Coupe de Malte.

## Histoire

### Contexte et premières années
Dès 1985, la Fédération de Malte de football cherchait déjà à développer un nouveau petit stade. Cette idée a commencé à prendre forme le 11 octobre 1998, lorsque le Président de Malte Dr Ugo Mifsud Bonnici a posé la première pierre du stade. Le développement, qui consistait en la construction d'une tribune principale et d'un auvent, a duré moins d'un an puisque le 13 août 1999, le stade a été inauguré par Dr Eddie Fenech Adami, Premier ministre de Malte, et le Dr Joe Mifsud, président de l'Association maltaise de football. En commémoration du 100e anniversaire de l' Association maltaise de football , le stade a été nommé «stade du centenaire». Outre une capacité de 3 000 places assises, la tribune principale comprenait également un espace VIP et presse. Comme le Stade National, le Stade du Centenaire a remplacé un autre stade réputé pour sa surface en gravier, le Stade Pace Grasso à Tarxien.
Le premier match de compétition organisé au stade était une rencontre de phase de groupes des 2e et 3e Knockout maltais aujourd'hui disparus entre le Birżebbuġa St. Peter's et le Ghaxaq le 4 Septembre 1999. Le premier but a été marqué par Sandro Lapira de Ghaxaq à la 34e minute, ce qui a ouvert la voie à une victoire 2-1 pour son équipe.

### Resurfaçage de terrain
En 2007, le terrain d'origine aménagé en 1999 a été remplacé par un nouveau gazon synthétique deux étoiles de la FIFA. Le resurfaçage a coûté 35 000Lm (81 550€) et a été inauguré le 23 juillet 2007.
En mai 2017, l'Association maltaise de football a annoncé que le terrain du stade serait remplacé par un nouveau terrain professionnel de qualité FIFA. Le projet, qui comprenait également l'installation de nouveaux abris et dont le coût est estimé à environ €400 000, signifiera que le stade devrait désormais pouvoir accueillir des matchs FIFA et UEFA.